# Lidija Grigorjeva
Lidija Nikolajevna Grigorjeva (ryska: Лидия Николаевна Григорьева), född den 25 januari 1974, är en rysk friidrottare som tävlar i långdistanslöpning.
Grigorjeva deltog vid Olympiska sommarspelen 2000 på 10 000 meter och slutade på en nionde plats. Vid VM 2003 blev hon bara sextonde men vid Olympiska sommarspelen 2004 slutade hon på en åttonde plats. 
En stor framgång blev EM 2006 i Göteborg då hon slutade trea på tiden 30.32,72.
Förutom banlöpning har hon haft flera framgångar i maratonlöpning och hon har vunnit tävlingarna i Boston, Paris och Chicago.